# Hans Henrik Andreasen
Hans Henrik Andreasen (HHA) (født 10. januar 1979 i Janderup) er en tidligere dansk fodboldspiller og nuværende assistenttræner i 2. divisionsklubben FC Sydvest 05. Han er desuden kendt som Den Hvide Klapperslange.
Som aktiv spiller har har spillet for bl.a Janderup Billum Samarbejde (JBS), Varde IF, Esbjerg fB (rundede 300 kampe for EfB pr 31.05.2015), OB og Hobro. Han har endvidere spillet i den tyske klub Greuther Fürth.

## Klubkarriere
Han har spillet fra sommeren 05/06 til sommeren 07/08 for SpVgg Greuther Fürth (49 kampe, 6 mål). Hans Henrik Andreasen fik sit gennembrud i dansk fodbold, da han som fast mand var med til at genetablere Esbjerg fB i den bedste danske række i de første fem år efter årtusindskiftet. Han skiftede i sommeren 05/06 til den tyske klub Greuter Fürth, hvor han var fast mand på 2. Bundesliga-holdet. I sommeren 2007 skiftede han til OB hvor han fik debut den 19. juni 2007 i kampen St. Patrick's FC – OB 0-0 UEFA Cup.

## Landsholdskarriere
I landsholdssammenhæng har Andreasen spillet 12 kampe og scoret ét mål for det danske U-21 landshold.
Han debuterede for det danske A-landshold den 17. november 2010 i en venskabskamp mod Tjekkiet.